# شرحبيل بن السمط
شرحبيل بن السمط الكندي صحابي شهد معركة القادسية وافتتح حمص وشهد معركة اليرموك ومعركة صفين إلى جانب معاوية وكان له أثر عظيم فيها. تولى ولاية حمص لعشرين سنة ومات بها سنة 40 للهجرة.

## نسبه
شرحبيل بن السمط بن الأسود بن جبلة بن عدي بن ربيعة بن معاوية الأكرمين بن الحارث الأصغر بن معاوية بن الحارث الأكبر بن معاوية بن ثور بن مرتع بن معاوية بن كندة.